# Wahl zur Asutav Kogu 1919

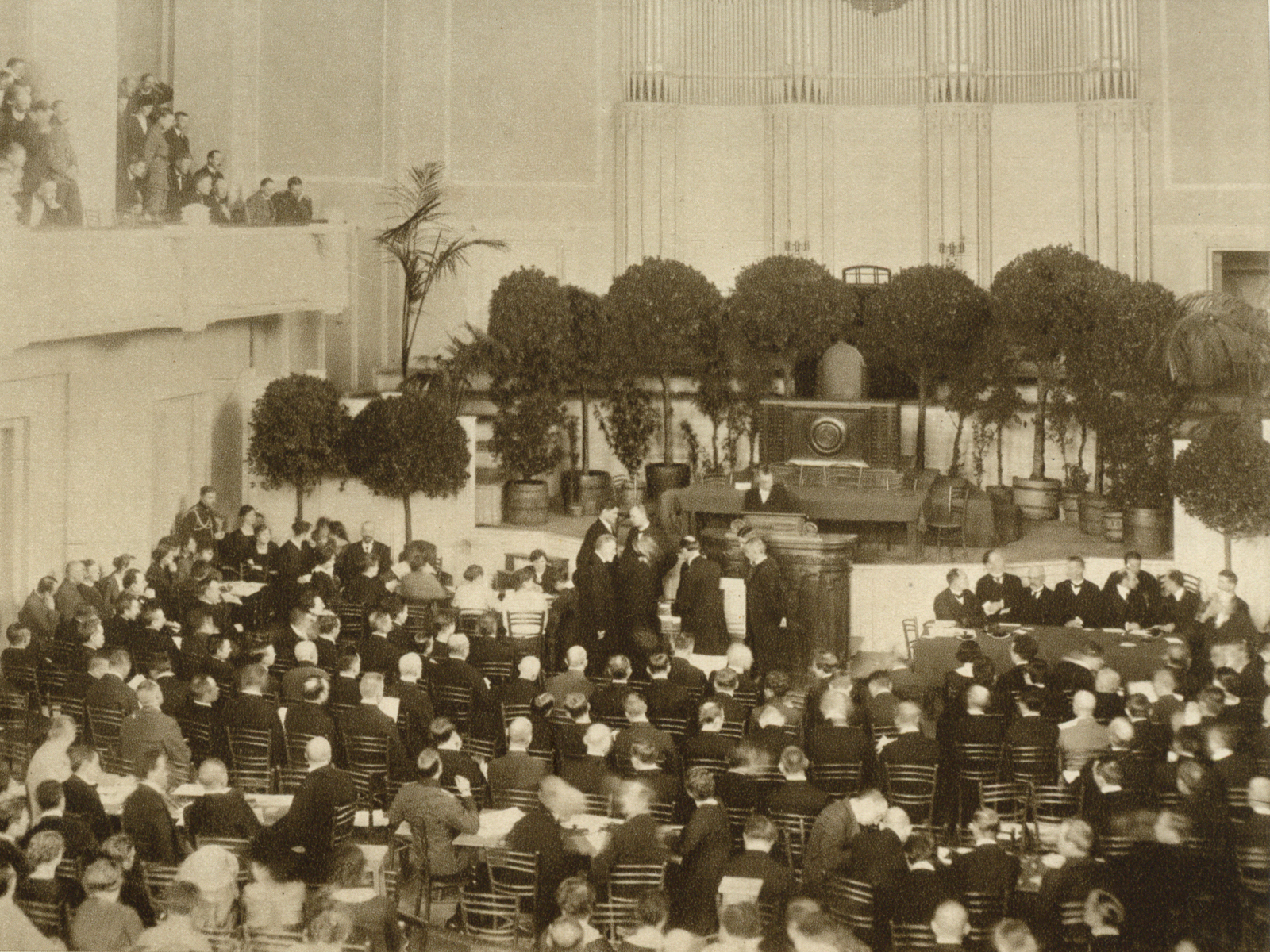
Eröffnungssitzung der Verfassungsgebenden Versammlung am 23. April 1919 im Theater und Opernhaus Estonia in Tallinn

Die Wahl zur Verfassungsgebenden Versammlung der Republik Estland (Asutav Kogu) fand vom 5. bis 7. April 1919 statt. Die Konstituante arbeitete das erste Grundgesetz für die Republik Estland aus und fungierte von April 1919 bis Dezember 1920 als Parlament. Die neue Verfassung trat am 21. Dezember 1920 in Kraft.

## Vorgeschichte
Nach dem Revolutionsjahr in Russland und dem Rückzug der russischen Armee aus Estland rief das vom Provisorischen Landtag (Maapäev) bevollmächtigte „Rettungskomitee“ am 24. Februar 1918 in Tallinn die staatliche Unabhängigkeit der Republik Estland aus. Bereits am folgenden Tag marschierten Truppen der deutschen Armee in der estnischen Hauptstadt ein und übernahmen de facto die Regierungsgewalt. Das Deutsche Reich lehnte eine estnische Unabhängigkeit ab. Führende deutsche und deutschbaltische Politiker strebten stattdessen ein „Vereinigtes Baltisches Herzogtum“ als deutschen Vasallenstaat im Nordosten Europas an.
Erst mit der Niederlage Deutschlands im Ersten Weltkrieg konnte die provisorische estnische Regierung unter Konstantin Päts ab Mitte November 1918 die tatsächliche Regierungsgewalt in Estland ausüben. Allerdings blieben deutsche Truppen zunächst im Land. Der Generalbevollmächtigte für die besetzten baltischen Länder, August Winnig, unterschrieb am 19. November 1918 in Riga einen Vertrag mit der provisorischen estnischen Regierung. Aufgrund dieses Vertrages übernahm die estnische Regierung auch mit offizieller deutscher Billigung die Macht auf dem estnischen Territorium.
Am 13. November 1918 begann Sowjetrussland eine militärische Offensive zur Rückeroberung des Baltikums. Am 28. November 1928 griffen bolschewistische Truppen die ostestnische Stadt Narva an. Damit begann der sog. Estnische Freiheitskrieg. Er endete Anfang 1920 mit einem estnischen Sieg. Im Friedensvertrag von Tartu vom 2. Februar 1920 erkannte Sowjetrussland die Republik Estland de jure als souveränen und unabhängigen Staat an.

## Vorbereitung der Konstituante
Nach dem Ende der deutschen Besetzung rief der Provisorische Landtag am 27. November 1919 die Wahlen zu einer Verfassungsgebenden Versammlung (Asutva Kogu) aus. Die Konstituante sollte bis zur ersten regulären Parlamentswahl die Funktion der Legislative übernehmen.
Die Wahl zur Asutav Kogu sollte Anfang Februar 1919 stattfinden; die Konstituante sollte am 20. Februar 1919 erstmals zusammentreten. Gleichzeitig bestätigte der Provisorische Landtag die (dritte) provisorische Regierung unter Konstantin Päts. Die Koalitionsregierung umfasste die vier größten estnischen Parteien und die Vertreter der drei größten nationalen Minderheiten.
Wegen des Angriffs der bolschewistischen Truppen und ihres Vormarschs auf Tallinn kam der Landtag am 27. Dezember 1918 erneut zusammen. Er entschied am 5. Februar 1919, wegen des Krieges die anstehenden Wahlen auf Anfang April 1919 zu verschieben.
Zur Vorbereitung der Wahl wurde ein Hauptausschuss (peakomitee) gegründet. Ausschussvorsitzender war der Jurist Kaarel Parts, seit 1. Februar 1919 Vorsitzender des Provisorischen Landtags (Maapäev). Die Wahlen sollten unmittelbar, frei, gleich und geheim. Erstmals in der estnischen Geschichte waren Männer und Frauen wahlberechtigt. Das Wahlalter lag bei zwanzig Jahren.
Vor der Wahl kam es zu einer Konsolidierung des estnischen Parteiensystems, die prägend für die 1920er Jahre werden sollte. So entstand insbesondere die konservativ-nationalliberale Estnische Volkspartei (Eesti Rahvaerakond) als Zusammenschluss der Estnischen Demokratischen Partei (Eesti Demokraatlik Erakond) und der Estnischen Radikaldemokratischen Partei (Eesti Radikaaldemokraatlik Erakond). Auf dem Gründungskongress im März 1919 spaltete sich der klerikale Teil der Partei ab. Unter dem Namen Christliche Volkspartei (Kristlik Rahvaerakond) gründeten die Anhänger einer stärkeren Stellung der evangelisch-lutherischen Kirche eine eigene, konfessionell ausgerichtete Partei.

## Wahl
Die Wahl zur Verfassungsgebenden Versammlung (Asutav Kogu) fand vom 5. bis 7. April 1919 statt, also noch während des Krieges. Auch Frontsoldaten, die sich im Krieg befanden, konnten ihre Stimme abgeben.
Wahlberechtigt waren alle Bürger, die vor dem 24. Februar 1918 die russische Staatsangehörigkeit besaßen, dauerhaft in Estland lebten und in die Register der kommunalen Selbstverwaltung eingetragen waren. Gefängnisinsassen, andere rechtskräftig Verurteilte und amtlich für geisteskrank erklärte Personen blieben vom Wahlrecht ausgeschlossen.
An der Wahl zehn Parteien und Wählergruppen teil. Bolschewistische Parteien waren verboten und von der Wahl ausgeschlossen, da die demokratischen Parteien sie als Handlanger des sowjetrussischen Kriegsgegners ansah. Die Bolschewisten riefen ebenso wie die extreme Rechte zum Wahlboykott auf.
Die Wahlbeteiligung war mit über 80 % hoch. Insgesamt wurden 467.906 gültige Stimmen abgegeben. Die Wahl verlief nach demokratischen Standards und ohne Zwischenfälle.
Die Sitzverteilung der 120 Mandate erfolgt nach den Grundsätzen des Verhältniswahlrechts.

## Wahlergebnis
| Partei | Partei                                       | deutscher Name                                  | politische Orientierung | Prozente | Stimmen | Sitze |
| ------ | -------------------------------------------- | ----------------------------------------------- | ----------------------- | -------- | ------- | ----- |
|        | Eesti Sotsiaaldemokraatiline Tööliste Partei | Estnische Sozialdemokratische Arbeiterpartei    | sozialdemokratisch      | 33,3 %   | 152.341 | 41    |
|        | Eesti Tööerakond                             | Estnische Arbeitspartei                         | Mitte-links             | 25,1 %   | 114.879 | 30    |
|        | Eesti Rahvaerakond                           | Estnische Volkspartei                           | Mitte-rechts            | 10,6 %   | 94.896  | 25    |
|        | Eesti Maarahva Liit                          | Estnische Landvolkunion                         | konservativ-agrarisch   | 6,5 %    | 29.989  | 8     |
|        | Eesti Sotsialistide-Revolutsionääride Partei | Partei der estnischen Sozialisten-Revolutionäre | linkssozialistisch      | 5,8 %    | 26.536  | 7     |
|        | Kristlik Rahvaerakond                        | Christliche Volkspartei                         | christlich-konservativ  | 4,4 %    | 20.157  | 5     |
|        | Saksa erakond Eestimaal                      | Deutsche Partei in Estland                      | Deutsch-Balten          | 2,5 %    | 11.462  | 3     |
|        | Vene Kodanikkude Kogu                        | Versammlung der russischen Staatsbürger         | Russische Minderheit    | 1,2 %    | 5.765   | 1     |
|        | Hiiu saare elanike partei                    | Partei der Einwohner der Insel Hiiumaa          | Regionalpartei          | 0,2 %    | 1.090   | –     |
|        | Üle-eestimaaline Meremeeste Liit             | Gesamt-estnischer Bund der Seeleute             | Interessenpartei        | 0,1 %    | 795     | –     |

Acht Parteien schafften den Einzug in die Verfassungsgebende Versammlung. Die drei linksgerichteten Parteien konnten mit fast 65 % der Stimmen und 78 Mandaten einen großen Wahlerfolg verbuchen.
Überragender Wahlgewinner mit 41 Mandaten war die Estnische Sozialdemokratische Arbeiterpartei (ESDTP) unter ihrem Führer, dem Rechtsanwalt August Rei. Rei wurde am 23. April 1919 von der Verfassungsgebenden Versammlung mit 100 Stimmen von 115 Stimmen zu ihrem Vorsitzenden gewählt.
Zweitstärkste Partei wurde die Mitte-links orientierte Estnische Arbeitspartei (ETE). Ihr Vorsitzender war Otto Strandman, den die Verfassungsgebende Versammlung zum neuen Ministerpräsidenten wählte. Seine Regierung wurde am 8. Mai 1919 ins Amt berufen. Die Koalitionsregierung setzte sich zusammen aus
- Eesti Sotsiaaldemokraatlik Tööliste Partei (Estnische Sozialdemokratische Arbeiterpartei, ESDTP) – vier Ministerposten
- Eesti Tööerakond (Estnische Arbeitspartei, ETE) – vier Ministerposten
- Eesti Rahvaerakond (Estnische Volkspartei, ER) – zwei Ministerposten

In der Regierung hatten sich damit die drei größten Fraktionen der verfassungsgebenden Versammlung zusammengefunden (ESDTP 41 Sitze, ETE 30 Sitze, ER 25 Sitze). Sie verfügte in der 120 Mitglieder umfassenden verfassungsgebenden Versammlung anfänglich über eine überragende gestalterische Mehrheit von 96 Sitzen. Aus außenpolitischen Erwägungen ließ Strandman die Linkssozialisten außen vor. Damit sollte eine Unterstützung der Westmächte im Estnischen Freiheitskrieg gegen Sowjetrussland und bei dem Abzug der verbliebenen deutschen Truppen gewonnen werden.
Überraschend schwach schnitt mit nur acht Sitzen die konservativ-agrarische Estnische Landvolkunion (Eesti Maarahva Liit) unter ihrem Vorsitzenden Konstantin Päts ab. Päts war als Mitglied des dreiköpfigen Rettungskomitees einer der Väter der estnischen Unabhängigkeit und hatte von Februar 1918 bis April 1919 die provisorische Regierung geführt. Viele Wähler kreideten Päts die Beschneidung der Freiheits- und Eigentumsrechte während der ersten Phase des Estnischen Freiheitskrieges an.
Die deutschbaltische Bevölkerungsgruppe konnte drei Abgeordnete in die Konstituante entsenden (Max Bock, Johannes Meyer und Herrmann Koch). Ihr gelang es, trotz intern bestehender politischer Unterschiede die Deutsch-Balten hinter sich zu versammeln. Die russische Minderheit kam auf lediglich ein Mandat, das der junge Rechtsanwalt Aleksei Sorokin wahrnahm. Damit nahmen auch die beiden größten nationalen Minderheiten in Estland an der Ausarbeitung der Verfassung teil.
Der 120-köpfigen Konstituante gehörten unter anderen 25 Juristen, elf Journalisten, sieben Agronomen, sechs Landwirte, drei Lehrer, zwei Schriftsteller und zwei Studenten an. Sieben Abgeordnete waren weiblich.

## Verfassungsgebende Versammlung
Am 23. April 1919 kam die Verfassungsgebende Versammlung zu ihrer Eröffnungssitzung zusammen. Sie fand im Konzertsaal des Theaters und Opernhauses Estonia im Zentrum Tallinns statt. Ab dem 27. Mai 1919 tagte sie im Weißen Saal des Schlosses auf dem Tallinner Domberg.
Die Verfassungsgebende Versammlung fungierte gleichzeitig als Parlament der Republik Estland. Sie nahm über 800 Gesetze an.
Am 15. Juni 1920 nahm die Konstituante das erste Grundgesetz für die Republik Estland an. Die Verfassung trat am 21. Dezember 1920 in Kraft. Am Vortag endeten die Vollmachten der Asutav Kogu.
Vom 27. bis 29. November 1920 fand die Wahl zur ersten Legislaturperiode des estnischen Parlaments (I. Riigikogu) statt.